# Székelyhodos
Székelyhodos (1899-ig Hodos, románul Hodoșa) falu Romániában, Maros megyében, Székelyhodos község központja.

## Fekvése
Községközpont Marosvásárhelytől 30 km-re északkeletre, Szovátától 30 km-re északnyugatra , Szászrégentől délkeletre.

## Nevének eredete
Nevét egykor hódban gazdag határáról kapta.

## Története
1332-ben Hudus néven említik először. 1719-ben a falu 2/3-a a pestisjárvány áldozata lett. 1839-től híres hetivásárai voltak, melyeket szombaton tartottak. 1857-ben mezővárosként említik. 1910-ben még 582 lakosa volt. A trianoni békeszerződésig Maros-Torda vármegye Nyárádszeredai járásához tartozott.
1992-ben 227 lakosából 217 magyar és 10 cigány volt.

## Látnivalók
- Római katolikus temploma 1332-ben már állt, a 15. században gótikus stílusban átépítették, 1763 és 1768 között bővítették és átépítették, tornya 1754-ben épült.
- A temetőben található Berecki Miklós 48-as szabadsághős sírja.